# Manuel de Aguiar Mendonça
Manuel de Aguiar Mendonça foi um sertanista que, em 1694 e 1695, andava explorando ouro além da Serra da Mantiqueira, nos sítios que então se denominavam "Morros de Taubaté".
Em documento de 1730, escrito por José Rebelo Perdigão, este comenta o que seria o primeiro descobrimento do ouro em Minas Gerais, segundo sua opinião: "Saíram estes bandeirantes do povoado, no verão de 1694, trazendo por cabos Manuel Ortiz de Camargo, seu cunhado Bartolomeu Bueno de Siqueira, o genro Miguel de Almeida e Cunha e Lopes de Lima, seu sobrinho, que ainda hoje existe nestas Minas."